# Beneufe
Beneufe (Bebe Ufe, Bene-Ufe) ist ein osttimoresischer Suco im Verwaltungsamt Nitibe (Sonderverwaltungsregion Oe-Cusse Ambeno).

## Geographie
Der Suco bildet den äußersten Westen der Exklave und damit den westlichsten Punkt des gesamten Landes. Beneufe hat eine Fläche von 119,87 km². Im Zentrum des Sucos liegt der Manoleu, dessen Gipfel eine Höhe von 1171 m erreicht. Nach Norden liegt die Sawusee, im Nordosten der Suco Usitaco, ansonsten grenzt Beneufe an Indonesien. Nahezu vollständig wird diese Staatsgrenze vom Fluss Noel Besi (Besi) gebildet, der als Kusi im Verwaltungsamt Passabe entspringt. Indonesien beansprucht das 1069 Hektar große Citrana-Dreiecks mit dem Ort Naktuka (deutsch abgetrennter Kopf)  westlich des Noel Besi. Unter indonesischer Kontrolle steht die Insel Fatu Sinai, fünf Kilometer vor der Küste. Auf sie erhebt Osttimor Ansprüche.
Der Hauptort Citrana liegt an der Küste im äußersten Westen des Sucos. Östlich davon liegt, zwischen dem Kap Ponta Bato Líssan und der Mündung des Flusses Oelete, der Küstenort Baocnana (Baoknana, Baucnana, Bauknana). Jenseits des Flusses liegt bereits der Suco Usitaco. Westlich von Citrana liegen die Orte Oehoso und Manan. Naktuka liegt als einziges Staatsgebiet von Osttimor westlich des Noel Besi. Der Ort Lamasi liegt an der Südostgrenze Beneufes. In Citrana befinden sich eine Grundschule (Escola Primaria Citrana), ein kommunales Gesundheitszentrum und ein Hubschrauberlandeplatz für Notfälle. Auch Baocnana verfügt über einen solchen Landeplatz, eine Grundschule und zusätzlich eine Schule zur Vorbereitung auf die Sekundärstufe.
Im Suco befinden sich die drei Aldeias Citrana, Lamasi und Manan.
Die Region, die schnell auf eine Meereshöhe von 300 m ansteigt, weist aufgrund der geringen Bevölkerungsdichte und schlechten Zugänglichkeit die größte Vielfalt an Laubbäumen in Oe-Cusse Ambeno auf. Am häufigsten sind hier Pterocarpus vertreten. An trockenen Stellen finden sich Gyrocarpus americanus, in der Nähe von Wasser Corypha utan. Höchster Berg ist mit 1171 m der Manoleu, im Zentrum des Sucos.

## Einwohner

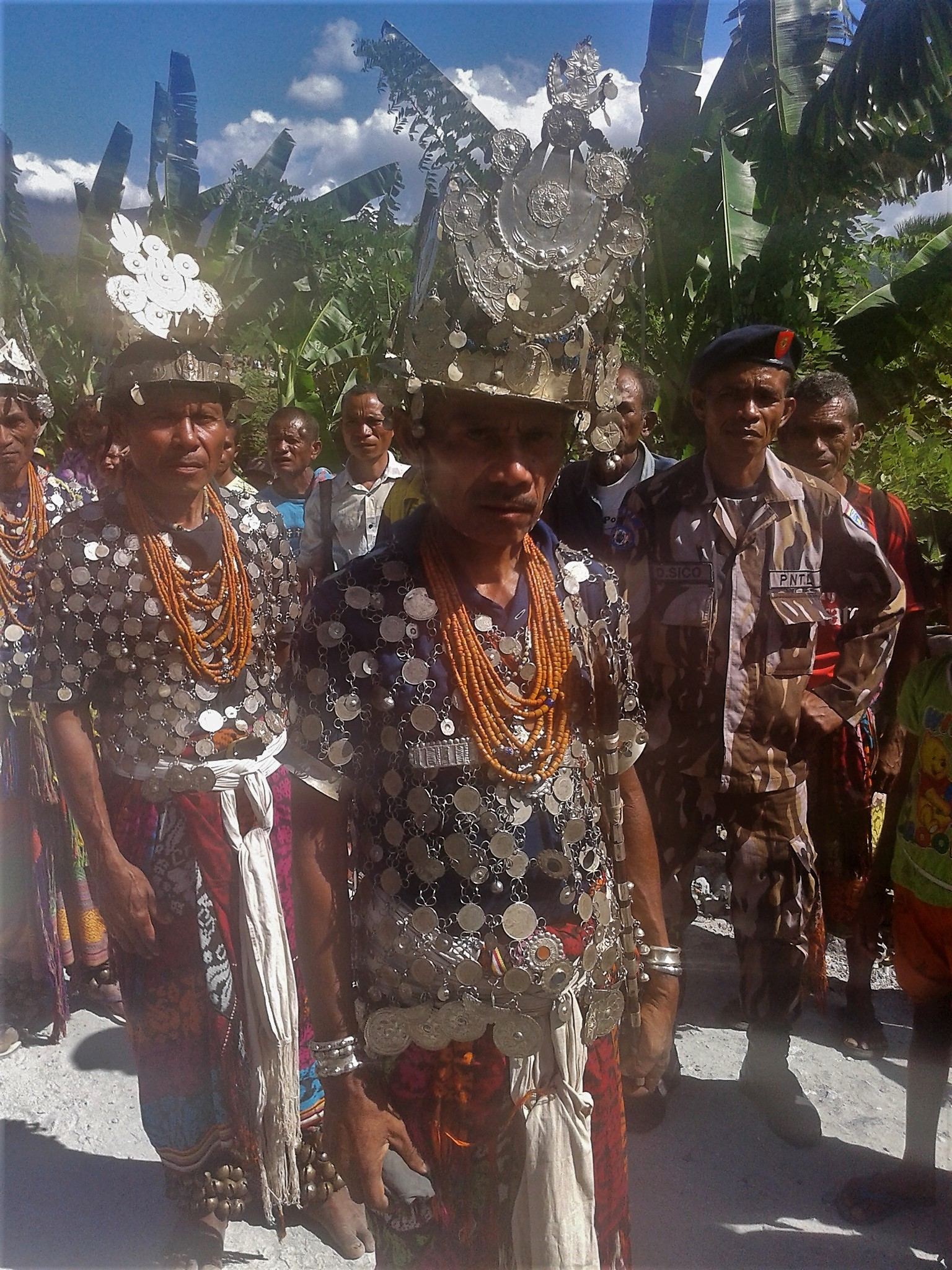
Festlichkeiten in Baocnana (2014)

In Beneufe leben 3.164 Einwohner (2022), davon sind 1.612 Männer und 1.552 Frauen. Im Suco gibt es 640 Haushalte. Fast 100 % der Einwohner geben Baikeno als ihre Muttersprache an. Nur eine kleine Minderheit spricht Tetum Prasa.

## Geschichte

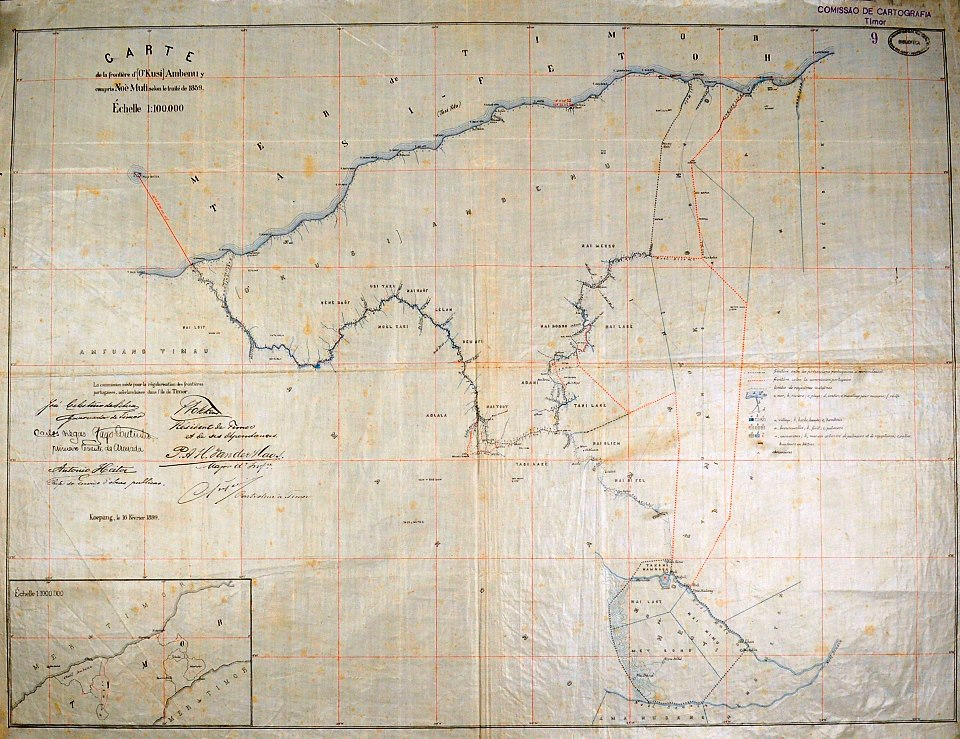
Auf der Karte von 1859, nach der sich Portugal und die Niederlande über die Grenzziehung einigten, gehörte Naktuka zu Portugal. Darauf begründet sich der Anspruch Osttimors auf das Gebiet.

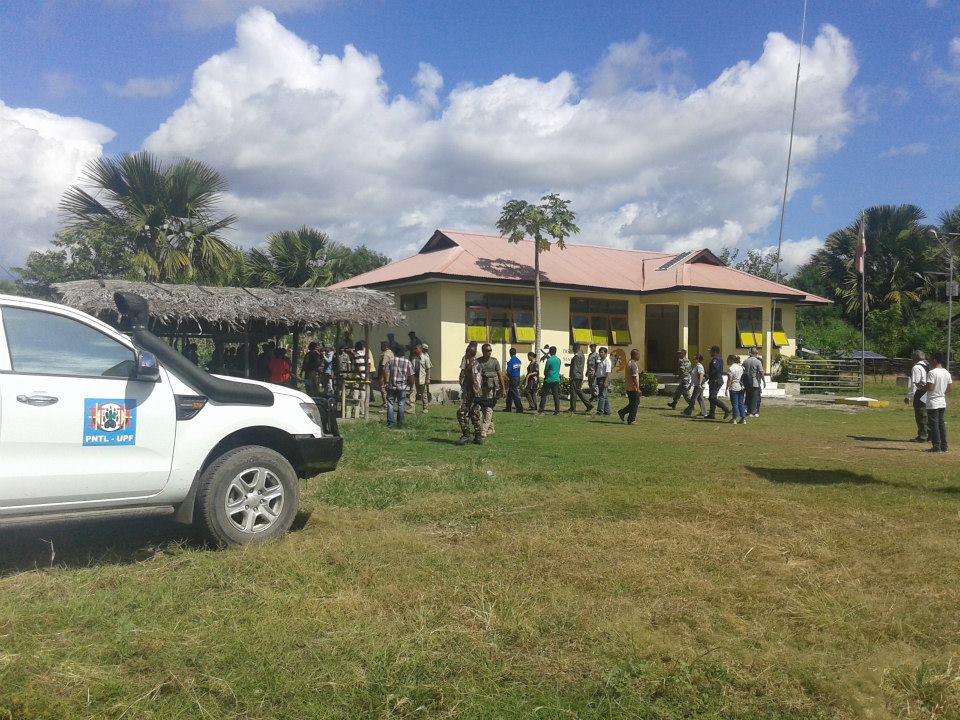
Posten der Grenzpolizei Osttimors in Citrana

Im September 2009 fuhr eine Gruppe von indonesischen Soldaten in das osttimoresische Dorf Naktuka und begann Fotos von neu errichteten Gebäuden zu machen. Sie wurden von den Einwohnern kurzerhand rausgeworfen und über die Grenze zurückgeschickt. Am 26. Mai 2010 drangen 28 bewaffnete Soldaten der Streitkräfte Indonesiens in Beneufe ein und setzten in Naktuka ihre Flagge, einen Kilometer von der Grenze entfernt. Am 29. Mai 2010 zerstörten sie die beiden Häuser zweier sozialen Einrichtungen im Suco. Am 24. Juni drang erneut eine bewaffnete Einheit der indonesischen Armee einen Kilometer in das Gebiet von Naktuka ein, zog sich aber zurück, als sie auf eine Einheit der osttimoresischen Grenzpolizei traf. Einwohner sehen einen Zusammenhang mit der unklaren Grenzziehung zwischen den Ländern. Dies war der schwerste Vorfall zwischen den beiden Ländern seit der Unabhängigkeit Osttimors 2002. Am 4. März 2011 verletzten indonesische Soldaten erneut die Grenze und vertrieben Einwohner vom umstrittenen Landstreifen. Am 28. Oktober 2011 schossen indonesische Soldaten auf Osttimoresen, die die Grenze illegal mit einem Wagen überquert hatten. Ende 2012 wurde Fisen Falo, ein Lian Nain in Naktuka ermordet aufgefunden. Auch einige Häuser sollen von Unbekannten niedergebrannt worden sein. Laut Pressemeldungen wurde er bei der Feldarbeit von Fremden entführt und zu Tode gefoltert. In Gerüchten verdächtigte man indonesische Soldaten. Der Staatssekretär für Sicherheit Francisco da Costa Guterres entsandte ein Untersuchungsteam. Die Grenze wurde in dem Gebiet vorerst geschlossen.

## Politik

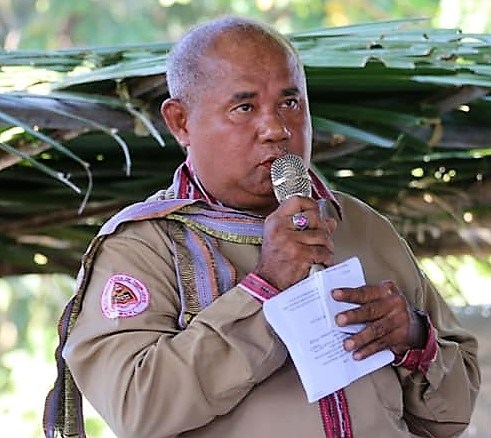
Marcus Meni (2022)

Bei den Wahlen von 2004/2005 wurde António Simão S. de Carvalho zum Chefe de Suco gewählt. Bei den Wahlen 2009 gewann António S. S. de Carvalho und 2016 Marcus Meni. Er wurde 2023 in seinem Amt bestätigt.

## Wirtschaft
Allein in Naktuka wird auf 2275 Hektar Reis angebaut.